# 우라타 나오야
우라타 나오야(일본어: 浦田直也, 1982년 11월 10일 ~ )는 일본의 가수이다.

## 경력
- 3 살때 친척의 결혼식에서 요시 幾三 메뉴에서 설국을 노래하고 여기 왜곡을받은 후 가수를 목표로한다.'[[안녕히]'후지 TV 2007년 8월 27 일 방송
- 상기 무렵, 설국은 1 번부터 3 번까지 계속 1 번 노래하고 있었다. '안녕히'후지 TV 2007년 8월 27일 방송
- 에이벡스 아티스트 아카데미 보컬 코스 수료. http://aaa.avex.jp/result/vocal/ 보관됨 2017-12-10 - 웨이백 머신
- 오디션에 50 번 정도 떨어진 적이 있다.'[[안녕히]'후지 TV 2007년 8월 27일 방송 그중 하나는 [[CHEMISTRY]를 배출한 [[ASAYAN] "남자 보컬리스트 오디션"가있다. 결과는 1 차 심사 탈락이었다. https://web.archive.org/web/20090203171504/http://www.asayan.com/ayu/bn/2001/0617.html
- 2001년, 하마사키 아유미의 "DOME TOUR 2001"의 오뿌닌구아쿠토단사 당선자 [[ASAYAN] '하마사키 아유미 오디션'을 통과시켰다. 합격자 중에서도 정리 역에 해당하는 6 명의 투어 리더로 발탁되었다. https://web.archive.org/web/20081204145621/http://www.asayan.com/ayu/bn/2001/0527.html
- 하마사키 아유미 라이브 "STADIUM TOUR 2002"백 댄서를 맡았다. 또한, 하마사키 아유미의 프로모션 영상] "Greatful Days", [[HALCALI] 홍보 영상 "세로"에 출연했다. '봄의 많다 데뷔데 (가제)'엔딩 크레디트 2004년
- 회원 니시지마 타카히로, 히다카 미츠히로, 아타에 신지로, 스에요시 슈타와 함께 스즈키 아미의 "Eventful"의 백댄서를 지낼 수 있다.
- AAA 3 주년 기념 무도관 라이브로 솔로 활동 개시 발표 http://www.barks.jp/news/?id=1000043627

## 약력
여기에서는 「URATA NAOYA」의 솔로 활동에 중점을 두어 설명한다.AAA등 그룹으로서의 활동은 각 페이지를 참조.
- 2007년
  - 10월 20일, 타케시역으로 출연한 영화 「히트 아일랜드」가 공개된다.
- 2008년
  - 9월 23일, AAA(트리플·에이)주최 라이브 「AAA 3rd Anniversary Live 080922-080923 일본 무도관」에서 솔로 활동을 발표.동시에 신곡 「Baby Bang! feat. SPHERE」의 벌노래를 뮤모에서 전달.「져스틴·틴바레이크와 같이 섹시한 가수가 되고 싶다」라고 코멘트.[1]
  - 12월 6일, 나츠키 마리주최 라이브 「나츠키 마리 Make up Live one of love with Friends」에 출연.솔로 활동으로 첫라이브가 된다.
  - 12월 15일, 자신의 블로그「Existence」를 개설.본인이 주1으로 갱신하는 AAA의 블로그 와 병행하고 갱신을 계속하고 있다.
- 2009년
  - 1월 28일, 1 st앨범 「TURN OVER」에서 데뷔.

## 프로필
- 출신지：일본 도쿄도
- 닉네임：안등·나오야군·반장·리더·더 , 더 , 더 훈
- 좋아하는 색：형광황록·백·록·실버
- 멤버 칼라:초록
- 소속 그룹：AAA
- 좋아하는 음식：낫토, 멘치카츠
- 싫어하는 음식：셀러리
- 좋아하는 브랜드：NUMBER (N) INE
- 취미：라인 돌 상품 만들기
- 좋아하는 말：받습니다
- 매력 포인트：엉덩이
- 페티시즘：머리카락 페티시즘(나카마 유키에같은 흑발로 길어서 센터 나누기를 좋아해)

## 인물·에피소드
- 가창은 독특한 고음역(falsetto)의 소유자이다.
- 손재주가 뛰어나고, 네일 아트를 베풀거나라인 돌을 제작할 수 있다.
- AAA멤버중에서는 최연장으로 가장 신장이 크다.

## 음반

### 앨범
|     | 릴리스일       | 타이틀    | 형태           | 판매 생산 번호                              | 비고                                                 |
| --- | -------------- | --------- | -------------- | ------------------------------------------- | ---------------------------------------------------- |
| 1st | 2009년1월 28일 | TURN OVER | CD+DVD CD Only | CTCR-14611/B (1만매 한정 생산반) CTCR-14612 | DVD에는, Baby Bang! feat.SPHERE의 MUSIC VIDEO를 수록 |

### 참가 작품
| 릴리스일       | 타이틀                   | 악곡                                                    | 판매 생산 번호 | 비고                   |
| -------------- | ------------------------ | ------------------------------------------------------- | -------------- | ---------------------- |
| 2009년1월 14일 | LUIRE presents THE PARTY | ECSTASY feat. YUKALI -USK TRAK Remix- (LUIRE Exclusive) | AVCD-23737     | 메이커:에이벡스·마케팅 |

## 출연

### 라디오
- AAA 우라타 나오야의 연못!우라타 나오야(토후쿠 방송, 2008년 4월 - )
  - 이 프로그램의 전에이키나리!목요일 - AAA의 Radio'n Fire를 2006년 4월부터 2008년 3월까지 담당하고 있었다.
  - 이 프로그램의 뒤에 등장하는 토타르텐보스의 두 명과 교제가 있다.

### 영화
- 히트 아일랜드(2007년 10월, 타케시역 )x(히트 아일랜드에 출연한 트리플에이멤버는 이토치아키. 아니면 누군가 또 수정부탁드립니다. 제가 알아본 바로는 출연안함. 출처는 네이버영화정보)

## 같이 보기
- AAA